# Arumanai
Arumanai es una ciudad y nagar Panchayat situada en el distrito de Kanyakumari en el estado de Tamil Nadu (India). Su población es de 16283 habitantes (2011).

## Demografía
Según el censo de 2011 la población de Arumanai era de 16283 habitantes, de los cuales 8021 eran hombres y 8262 eran mujeres. Arumanai tiene una tasa media de alfabetización del 90,52%, superior a la media estatal del 80,09%: la alfabetización masculina es del 92,59%, y la alfabetización femenina del 88,54%.